# Patrick De Koning
Patrick De Koning, född 23 april 1961, är en belgisk bågskytt. Han deltog vid olympiska sommarspelen 1984 och 1988.